# Alà dei Sardi
Alà dei Sardi est une commune de la province de Sassari en Sardaigne (Italie).

## Administration
| Période                                  | Période  | Identité           | Étiquette    | Qualité |
| ---------------------------------------- | -------- | ------------------ | ------------ | ------- |
| 29 mai 2006                              | En cours | Francesco Pitzalis | Lista Civica |         |
| Les données manquantes sont à compléter. |          |                    |              |         |

### Hameaux
Badde Suelzu, Sos Sonorcolos, Mazzinaiu, S'iscala Pedrosa

### Communes limitrophes
Berchidda, Bitti, Buddusò, Monti, Olbia, Oschiri, Padru